# Adolf VII av Holstein-Schauenburg
Greve Adolf VII av Holstein-Schauenburg, död 1352 eller 1353, begravd i Kloster Fischbeck, greve av Holstein-Schauenburg i Schauenburg (Schaumburg) och Pinneberg 1315-1352/1353. Son till greve Adolf VI av Holstein (död 1315) och Helene av Sachsen-Lauenburg (död 1337).
Adolf VII fick 1301 påvlig dispens för sitt äktenskap med Hedwig von Schwalenberg. Paret fick följande barn:
1. Adolf VIII av Holstein-Schauenburg (död 1366), greve av Holstein-Schauenburg

Adolf VII gifte om sig 1322, före 25 juli, med Hedwig till Lippe (död 1369). Paret fick följande barn:
1. Gerhard von Schauenburg (död 1366), biskop av Minden 1362
2. Otto I av Holstein-Schauenburg (död 1404), greve av Holstein-Schauenburg
3. Anna av Holstein-Schauenburg (död 1358), gift med hertig Johan I av Mecklenburg-Stargard (död 1393)